# Луций Валерий Флак (консул 128 г.)
Вижте пояснителната страница за други личности с името Луций Валерий Флак.
Луций Валерий Флак (на латински: Lucius Valerius Flaccus) е политик и сенатор на Римската империя през 2 век. Произлиза от фамилията Валерии.
През 128 г. Валерий Флак е суфектконсул заедно с Марк Юний Хомул.